# هوشرية
الهوشرية (الاسم العلمي:Heuchera) هي جنس من النباتات يتبع فصيلة كاسرة الحجر من رتبة كاسرات الحجر. سمي هذا الجنس من قبل عالم النبات السويدي كارل لينيوس تكريماً لعالم النبات الألماني يوهان هاينريش فون هوشر (1677-1747) (بالإنجليزية: Johann Heinrich von Heucher)‏.

## معرض صور

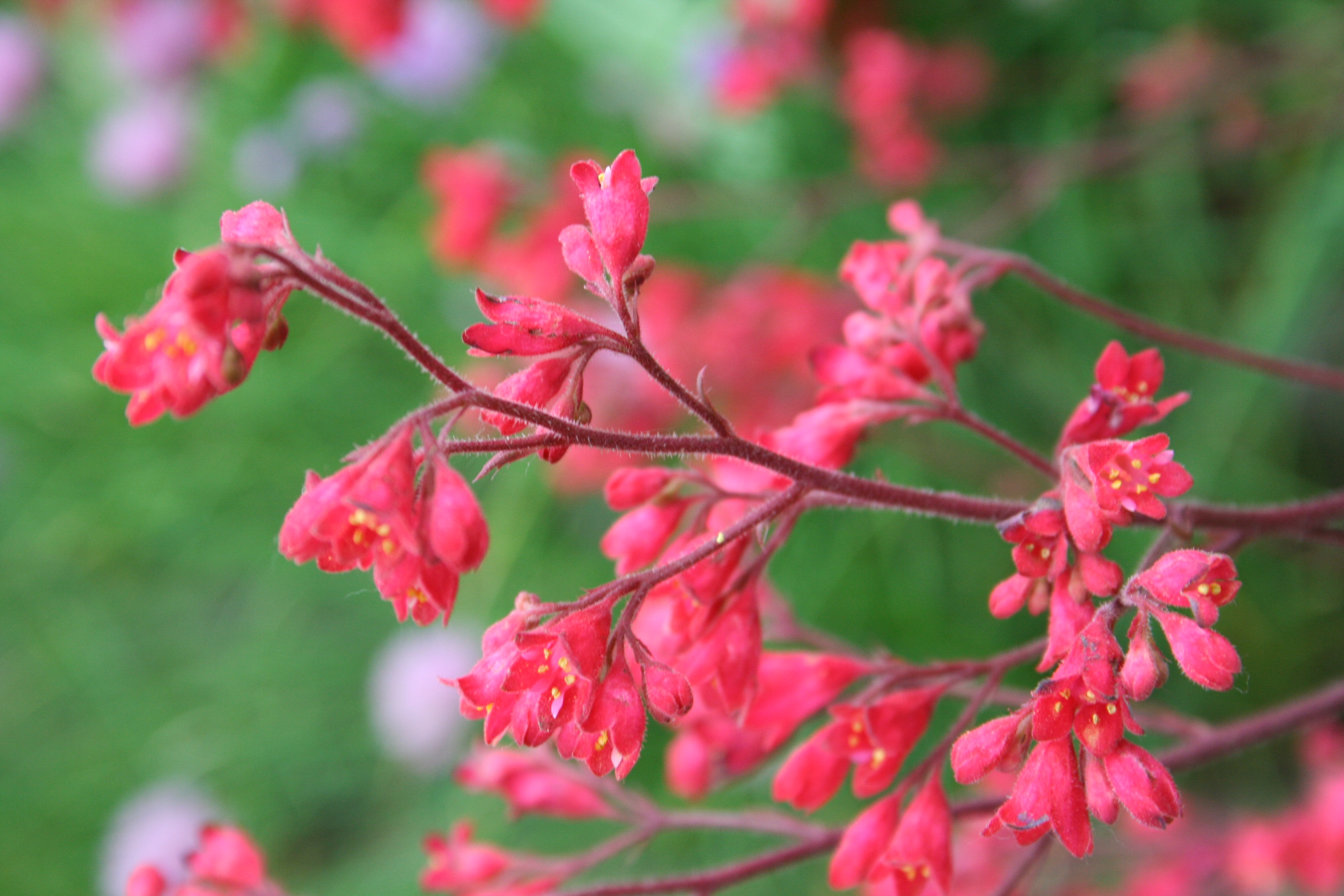
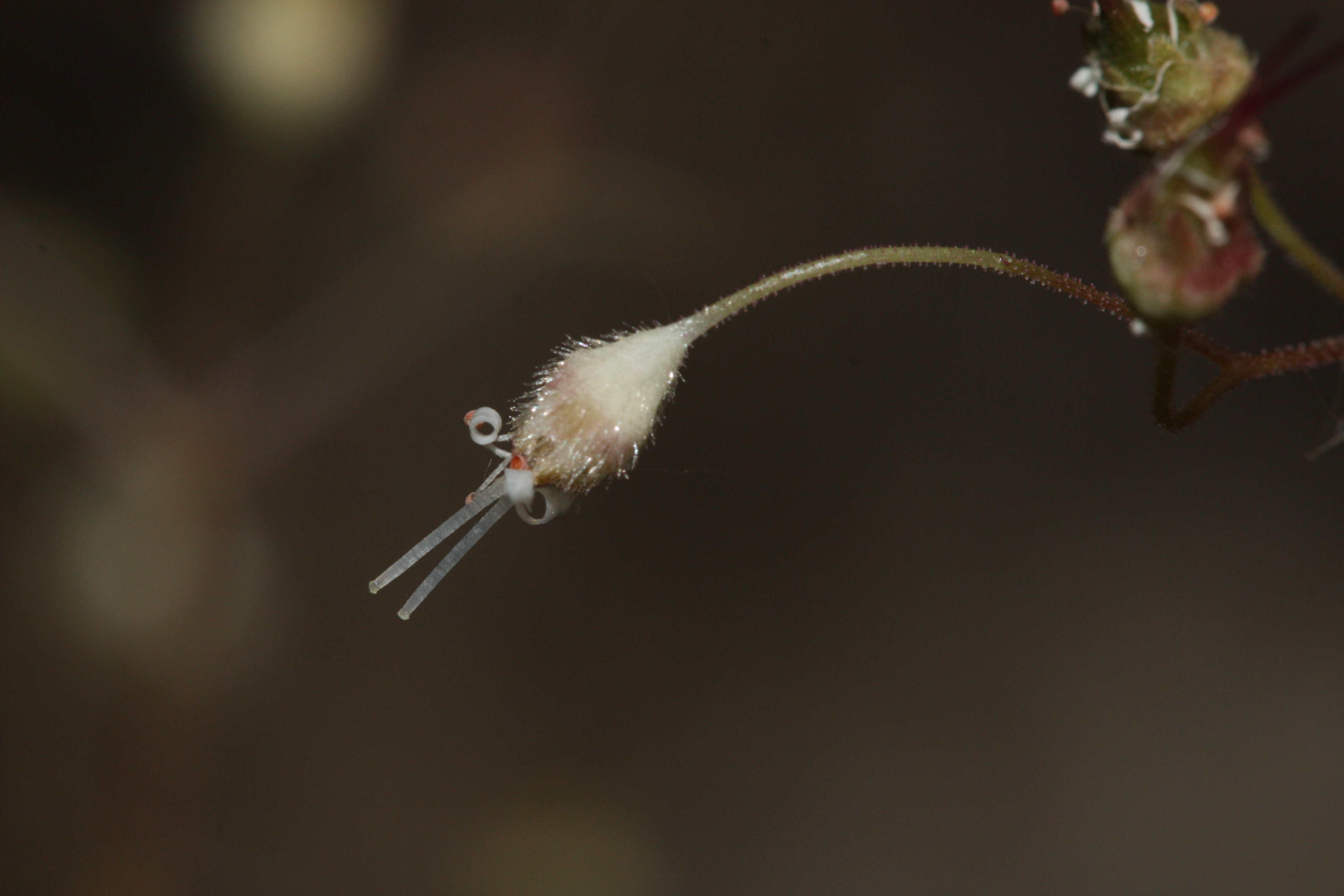
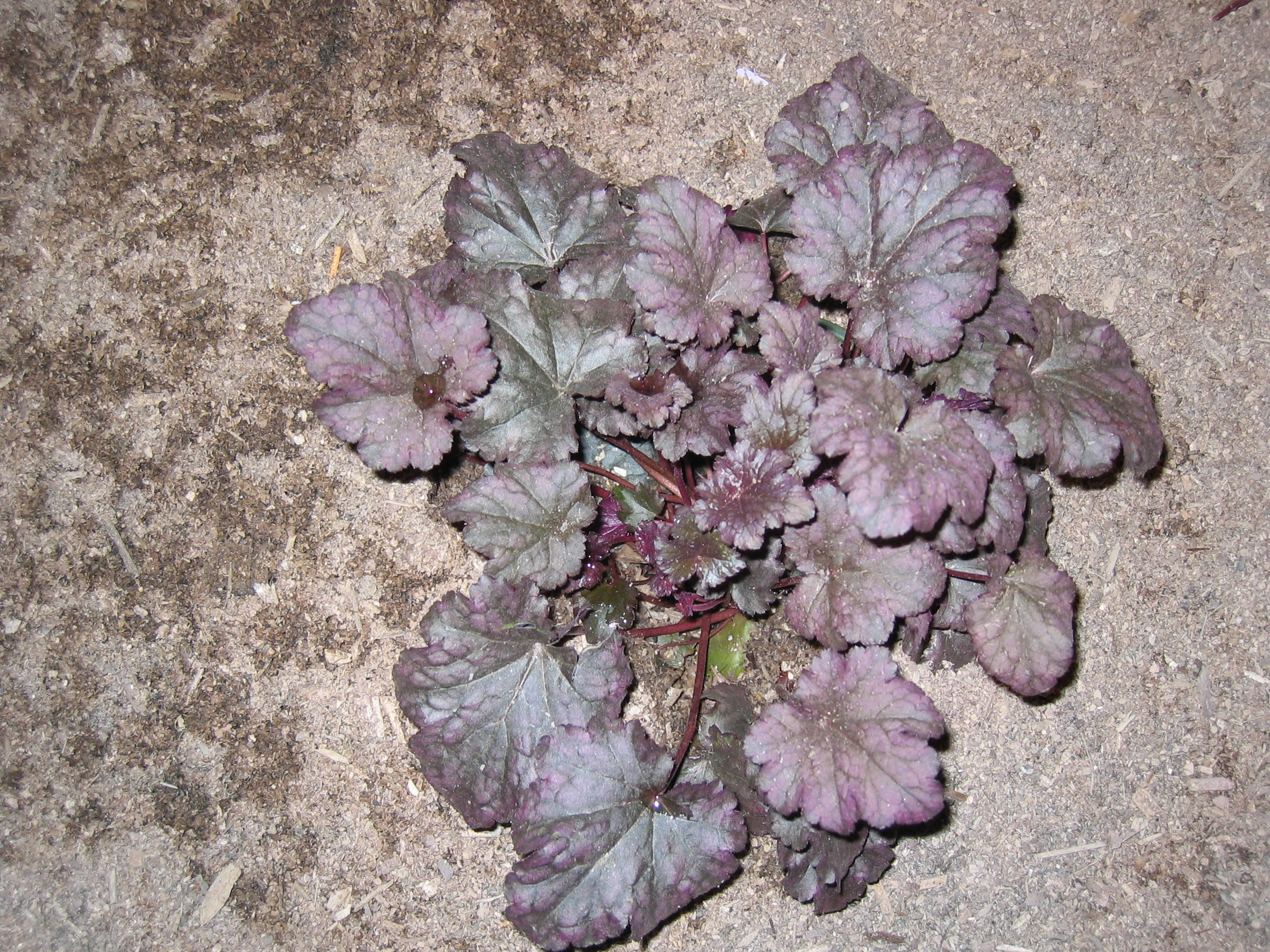
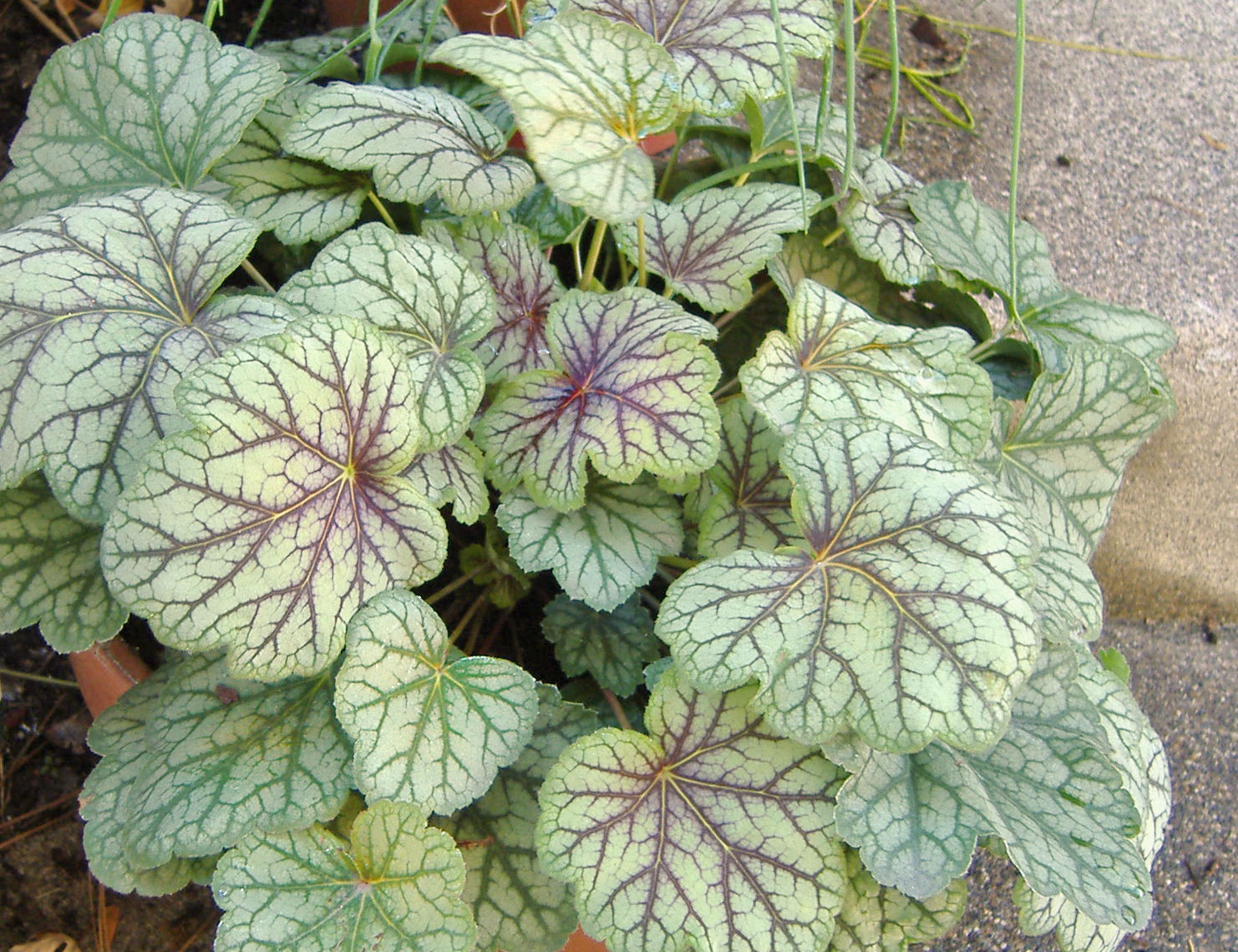

## أنواع الهوشرية
- هوشرية أبرامزية
- هوشرية أجمية
- هوشرية أسطوانية
- هوشرية ألبية
- هوشرية أمريكية
- هوشرية أنيقة
- هوشرية باريشية
- هوشرية برينغلية
- هوشرية بيضاوية الأوراق
- هوشرية تاونسندية
- هوشرية جذابة
- هوشرية جرداء
- هوشرية جميلة
- هوشرية حادة الأوراق
- هوشرية خشنة
- هوشرية خشنة الأوبار
- هوشرية دموية
- هوشرية رقيقة الأوراق
- هوشرية زغباء
- هوشرية زغبية
- هوشرية صرودية
- هوشرية صغيرة
- هوشرية صغيرة الأزهار
- هوشرية صغيرة الأوراق
- هوشرية صغيرة السداة
- هوشرية طويلة الأزهار
- هوشرية قنابية
- هوشرية كارولينية
- هوشرية كبيبية
- هوشرية كبيرة
- هوشرية كبيرة الجذور
- هوشرية مبرقشة
- هوشرية محمرة
- هوشرية مكسيكية
- هوشرية ملونة السداة
- هوشرية هالية
- هوشرية هلباء
- هوشرية واضحة الكأسية
- هوشرية وبرية